# Font del Porc
La Font del Porc es troba al Parc de la Serralada Litoral, la qual és així anomenada perquè en el fang del bassal que s'hi forma es veuen sovint petjades de senglars que van a beure.

## Entorn
És situada a la fondalada del torrent de Céllecs, el qual neix entre el turó de Céllecs i el turó Rodó, i baixa cap al Mogent. L'aigua brolla dins d'una petita cova artificial, on forma una tolla. Quan la tolla sobreïx cap a l'exterior, forma un bon bassal davant de la cova.

## Accés
És ubicada a Vilanova del Vallès. Al coll entre el turó de Céllecs i el turó Rodó, surt una ampla pista que baixa cap al Vallès. En un pronunciat revolt a la dreta, a 350 metres del coll, surt a l'esquerra un camí relativament ample però molt embrossat que acaba a la font al cap de 70 metres. Coordenades: x=444764 y=4600698 z=460.